# Muzzaik
A Muzzaik magyar tribal house együttes, amely 2002-ben alakult. Tagjai: Dalmády Dániel (Danny-L)  és Milichovski Zsolt (Sullivan vagy Sully).

## Története
Három EP-t adtak ki a "Tribalground" név alatt, az elsőt 2003-ban, a másodikat 2004-ben, míg a harmadikat 2006-ban. 2007-ben egy duplalemezes stúdióalbumot is piacra dobtak, amely a mai napig a csapat egyetlen nagylemeze. Az együttes több EP-t és kislemezt jelentetett meg. 2016-ban egy StadiumX-szel megosztott split lemezt adtak ki, melyet 2017-ben követett a második.

## Diszkográfia
- Between the Beats (stúdióalbum, 2007)

## Egyéb kiadványok (kislemezek, EP-k, válogatáslemezek, split lemezek)
- Tribalground EP (2003)
- I Feel You / Toka Waves (kislemez, 2003)
- Tribalground EP vol. 2 (2004)
- New Night (kislemez, 2004)
- Underground Sound of Hungary EP (2005)
- Muzzaik feat. Stephan Parker - The Rhythm of Life (2005)
- The Rhythm of Life (válogatáslemez, 2005)
- Muzzaik feat. Mia - You Can Turn Me On (2006)
- Dirty Dance (2006)
- Tribalground vol. 3 (2006)
- Muzzaik Presents URH feat. Zaida - Work It (2006)
- Skip All (2007)
- Muzzaik Productions Presents URH - Mellow (2007)
- The Night's Already Started (2007)
- Sampler EP (2007)
- Muzzaik Feat. Zaida / Distorted Funk & Victor Perez - Work It / Give Up All (2007)
- Ito & Ran Shani / Muzzaik - Aviation / Noise (2008)
- Gold Ryan / Muzzaik - Clacker / Carbonate (2008)
- Heartbreak (2008)
- Adventures EP (2008)
- Therapy (2008)
- Out of Reach (2008)
- Black Power (2008)
- The Brooklyn Story (2008)
- The Call (2008)
- Busted EP (2009)
- Kontrast (2009)
- Muzzaik feat. Jacquita - Down So Long (2009)
- Fat Patchy EP (2009)
- Muzzaik & Dave Martin - Let's Go (kislemez, 2009)
- I Like It / Skip All (2009)
- Muzzaik Presents URH feat. Virág Keszthelyi - Mellow (2009)
- Going Underground (2009)
- Nervous Nitelife (mix album, 2011)
- Feelin' (2011)
- Be Alright (2013)
- Closer (2014)
- Gravy EP (2014)
- Stadiumx & Muzzaik - Rollerkraft (2014)
- Muzzaik & Stadiumx - So Much Love (2016)
- Stadiumx & Muzzaik - Last Night a DJ Saved My Life (2017)